# Bochník
Bochník označuje obvykle kulatý nebo podlouhlý tvar pokrmu. Nejčastěji se používá ve spojení s chlebem – bochník chleba, ale může se týkat i jiných pokrmů, které během zpracování vytvarují do zmíněného tvaru.
Malý bochník je bochánek.
Pokrmy, které mají tvar bochníku nebo bochánku:
- chléb
- mazanec
- sýr
- sekaná

Bochník se rovněž stal lidovým označením pro vůz UAZ-452.